# Elegické distichon
Elegické distichon (také elegické dvojverší) je básnická forma, užívaná převážně ve starořecké lyrické poezii, méně v epice. Staří Římané také elegická disticha často užívali v milostné lyrice (např. v Ovidiových Amores), ale i v epigramech a mnoha dalších žánrech. Každé distichon většinou vyjadřovalo ucelenou myšlenku. 
Elegické dvojverší představuje střídání daktylského hexametru a pentametru následujícího druhu: po dvou daktylech následuje dlouhá slabika, cézura, další dva daktyly a opět dlouhá slabika (tento druh pentametru se užívá pouze v elegickém distichu). Graficky zapsáno:
```
– u u | – u u | – u u | – u u | – u u | – – 
– u u | – u u | – || – u u | – u u | –
```

(pomlčka představuje dlouhou slabiku, malé u krátkou slabiku)
Při překladech elegického disticha do češtiny, kdy je časoměrný verš nahrazen za sylabotónický verš, se namísto dlouhých slabik užívají přízvučné slabiky a namísto krátkých slabik nepřízvučné slabiky. 
Tato forma byla často používána v takzvaných elegiích v období českého národního obrození.

## Příklad
O numquam pro me satis indignate Cupido
O in corde meo desidiose puer,
Ovidius, Amores, II, 9, verše 1–2